# È più facile per un cammello...
È più facile per un cammello... (Il est plus facile pour un chameau...) è un film del 2003 diretto da Valeria Bruni Tedeschi, alla sua opera prima da regista.

## Trama
Federica proviene da una famiglia molto ricca ed ora vive col fidanzato, un insegnante di storia. Ad un certo punto mette in discussione le sue scelte, ha un flirt con l'ex e dei disguidi con la sorella. Quando suo padre si ammala tutto cambia, rimanendo uguale.

## Premi e riconoscimenti
- 2004 - Premio César
  - Nomination Migliore opera prima a Valeria Bruni Tedeschi
- 2005 - Nastro d'argento
  - Nomination Miglior regista esordiente a Valeria Bruni Tedeschi